# Joseph Bertrand
Joseph Louis François Bertrand (Párizs, 1822. március 11. – Párizs, 1900. április 5.) francia matematikus.

## Életpálya
Kilencéves korától anyanyelvén kívül latinul beszélt és tizenegy éves korában, mint a Lycée St. Louis növendéke, letette az École polytechnique-en a felvételi vizsgálatot, melynek alapján később 17 éves korában mint elsőt vették fel. Innen az École des mines-re ment és mérnöknek tanult, de 1846-ban elhagyta a pályát, hogy magát a matematikának szentelje. 1862-től az École Polytechnique és a Collège de France tanára volt. 1856-tól a Francia Természettudományi Akadémia tagja, 1874-től pedig annak állandó titkára és 1884 óta egyszersmind a Francia Akadémia tagja is volt.

## Kutatási területei
1856-tól a matematika számos területén alkotott, így a számelmélet, differenciálgeometria, valószínűségszámítás, a termodinamika, valamint a közgazdaságtan matematikai elmélete területén. Prímszámokra vonatkozó sejtését, mely szerint minden 2-nél nagyobb egész szám és annak kétszerese között van legalább egy prímszám, később Csebisev bizonyította be. Több valószínűségszámítási paradoxon megfogalmazása is fűződik a nevéhez, valamint a közgazdaságtanban az oligopólium jellegű piaci magatartásra vonatkozó játékelméleti Bertrand-paradoxon.

## Írásai
- Arago et sa vie scientifique (Párizs, 1865)
- Les fondateurs de l'astronomie moderne (1865)
- Rapport sur les progrès les plus récents de l'analyse mathématique (1867)
- L'académie des sciences et les académiciens de 1666-1793 (1868)

Számos tankönyvet írt.

## Szakmai sikerek
- 1856-tól a Francia Természettudományi Akadémia tagja, és 26 éven keresztül titkára volt,
- 1884-től a Francia Akadémia tagja,
- 1858-tól a Svéd Királyi Tudományos Akadémia külföldi tagja,